# Georges Carnus
Georges Carnus (Gignac-la-Nerthe, 13 de agosto de 1940) é um ex-futebolista francês. Ele competiu na Copa do Mundo FIFA de 1966, sediada na Inglaterra, na qual a seleção de seu país terminou na 13º colocação dentre os 16 participantes.

## Carreira
Ele recebeu sua primeira convocação para a Seleção Francesa em 1963 (aos vinte e três anos) contra o Brasil de Pelé, que marcou os três gols em uma vitória por 3-2 em Paris.
Após esse jogo, Carnus, apereceu e se mudou para as melhores equipes francesas da época, Saint-Étienne e depois Olympique de Marseille, onde ganhou quatro títulos da liga e três da Copa da França.
Por causa da dura concorrência de Marcel Aubour, ele jogou apenas 36 jogos pela Seleção Francesa.
Sua carreira terminou tragicamente após um grave acidente de carro em 28 de junho de 1974 em que sua esposa Christiane e suas três filhas, Nathalie, Marie-Laure e Geraldine morreram. Ele ficou gravemente ferido.

## Títulos
Saint-Étienne
- Ligue 1: 1968, 1969 e 1970
- Copa da França: 1968 e 1970

Olympique Marseille
- Ligue 1: 1972
- Copa da França: 1972